# Украинский клуб
Украинский клуб (укр. «Український клуб») — литературно-художественная общественная организация, созданная в 1908 году в Киеве как «Киевский украинский клуб». В крупных городах Украины по этому образцу позже возникли свои «Украинские клубы»: в Одессе, в Херсоне и т. д. Объединяла деятелей украинской культуры. Закрыт в 1912 году в связи с обвинением руководства клуба в антиправительственной деятельности. Клуб с таким же названием был открыт в 2002 году.

## История
Учредительное собрание состоялось 27 апреля 1908 года, на нём присутствовали 94 члена-учредителя.
Инициатором создания и неизменным председателем Совета старшин клуба был композитор Николай Лысенко, который накануне открытия клуба написал фортепианную пьесу «На новоселье».
Украинский клуб с 1908 года находился в Киеве на улице Владимирской в доме 42.
Клуб располагался в полуподвальном этаже дома (занимал восемь комнат). К нему вели двери прямо с улицы, рядом с нынешней лестницей. Почти половину нижнего этажа занимало главное помещение — зал клуба, расположенный под сводами.
По обеим сторонам коридора в четырёх просторных комнатах собирались разные секции клуба: литературно-драматическая, музыкально-хоровая, лекционная, библиотечная.
В 1911 году при клубе была создана художественно-этнографическая комиссия, которая решила оформить одну из комнат дома в украинском национальном стиле, чтобы использовать её как пример бытовой этнографии. Работали в клубе читальный зал, бильярдная, буфет.

Ныне в этом полуподвальном помещении находится ресторан «Дрова».
Активное участие в работе клуба принимали:
- общественно-политический деятель и видный мыслитель Иван Огиенко;
- историк искусства Дмитрий Антонович;
- археолог, искусствовед Николай Беляшевский;
- литературовед Сергей Ефремов;
- писатели А. Олесь, О. Пчилка, Леся Украинка, Л. Яновская;
- актёры М. Заньковецкая, Н. Садовский;
- театровед и драматург Л. Старицкая-Черняховская;
- режиссёр М. Старицкая;
- педагог С. Русова;
- хирург М. Галин;
- нейрогистолог А. Черняховский и другие.

В апреле 1909 года собрание клуба посетил Иван Франко, неоднократно тут бывали писатели М. Коцюбинский, И. Нечуй-Левицкий, Панас Мирный.
В клубе отмечались памятные даты, связанные с великим украинским поэтом Т. Г. Шевченко, читались лекции и рефераты. На его сцене выступали актёры русского драматического театра «Соловцов», музыканты киевских симфонического и оперного оркестров. Каждую пятницу здесь проводились литературные, а по субботам и воскресеньям — музыкально-хоровые вечера. Организовывались концерты и литературные утренники для детей, работал молодёжный спортивный кружок. Статистика клубных мероприятий свидетельствует о том, что популярность этих собраний среди киевлян неуклонно возрастала в 1909 г. — 2.5 тысяч участников, в 1911 г. — 13.5 тыс. человек. Деятельность национального клуба вызывала недовольство со стороны властей. В 1912 году его сотрудники были обвинены в пропаганде запрещённых изданий, клуб закрыли.

## Современное положение
Работа «Украинского клуба» как творческого объединения была возобновлена в 2002 году. Учредительное собрание состоялось 22 декабря 2002 года в помещении одной из политических партий Украины, по ул. Банковой 2.
3 сентября 2005 года заседания Украинского клуба происходят в еженедельно в конференц-зале Международного Центра национального возрождения имени Степана Бандеры, на Ярославом валу 9, в Киеве. С 22 января 2007 года заседания Украинского клуба проводятся в формате круглого стола дважды в неделю.
Сегодня Украинский клуб — дискуссионная площадка для экспертов, политиков, учёных, политологов, представителей общественности.

## Персоны
- Кухарук Роман Васильевич — председатель клуба;
- Литвиненко Виталий Викторович — советник председателя клуба по вопросам межконфессионального диалога, украинский журналист;